# Kseroftalmija
Kseroftalmíja (starogrško ξηρός: kserós - suh + starogrško οφθαλμός: oftalmós - oko) je bolezensko stanje očes, pri kateri oko ni sposobno proizvajati solz, kar povzroči uničujoče izsuševanje površine očesa. Največkrat je vzrok tega nezadostna sposobnost absorpcije vitamina A. 
Ob pomanjkanju vitamina A najprej pride do izsušitve veznice (kserosis conjuctivae), nato se na beločnici pojavijo penasti odložki (Bitotove pege), končno pa pride še do erozije in zmehčanja roženice (kseromalacija). V razvitih državah je bolezen dokaj redka, v nerazvitem svetu pa še vedno predstavlja javnozdravstveni problem.
Druge oblike kseroftalmije so povezane s starostjo, slabim oz. nepopolnim zapiranjem vek, brazgotinami zaradi poškodb ali avtoimunskimi boleznimi, kot sta revmatoidni artritis in Sjögrenov sindrom. Prehodno kseroftalmijo lahko povzroči tudi zdravljenje z radioaktivnim jodom, pri nekaterih bolnikih pa je bolezensko stanje lahko trajno.
Posledice kseroftalmije sta nočna slepota in iritacija (vnetje) površine očesa, natančneje veznice in roženice.
Kseroftalmijo se odpravlja z umetnimi očesnimi vlažilci in uživanjem hrane, ki vsebuje veliko vitamina A.